# Paweł Anders
Paweł Anders (ur. 1948) – polski regionalista, krajoznawca, autor publikacji o Wielkopolsce i przewodników turystycznych. Od 1991 jest sekretarzem redakcji Kroniki Wielkopolski, kwartalnika poświęconego historii regionu.
W 1997 r. za dorobek badawczo-naukowy na temat powstania wielkopolskiego wyróżniony statuetką "Dobosz Powstania Wielkopolskiego", przyznawaną przez Zarząd Główny Towarzystwa Pamięci Powstania Wielkopolskiego 1918/1919.
15 września 2017 r. XIX Walny Zjazd Polskiego Towarzystwa Turystyczno-Krajoznawczego nadał mu godność Członka Honorowego PTTK.

## Publikacje
Jest autorem m.in. następujących publikacji:
- Szlakiem powstania wielkopolskiego  (wydawnictwo Abos, 1993; wydawnictwo WBP, 1998)
- Miejsca pamięci powstania wielkopolskiego (wydawnictwo WBP, 1993)
- Województwo kaliskie (Państwowe Wydawnictwo Naukowe, 1983)
- Nad dolną Wełną (Wydawnictwo Poznańskie, 1981)
- Puszcza Zielonka (Wydawnictwo Poznańskie, 1981)
- Województwo kaliskie (Krajowa Agencja Wydawnicza, 1980)
- Kalisz i okolice (Wydawnictwo Poznańskie, 1980)
- Kalisz, Ostrów Wielkopolski i okolice (Wydawnictwo Poznańskie, 1986)
- Puszcza Notecka. Przewodnik Krajoznawczy (wydawnictwo G&P)
- Patroni wielkopolskich ulic (Wydawnictwo Wojewódzkiej Biblioteki Publicznej i Centrum Animacji Kultury, 2006)
- Grodzisk Wielkopolski (wydawnictwo WBP, Poznań, 1995)
- Nowy Tomyśl (wydawnictwo WBP, Poznań, 1998)
- Powiat krotoszyński (Poznań, 2001)
- Płyta Krotoszyńska. Między Gostyniem a Ostrowem Wielkopolskim (wydawnictwo G&P, 2020; wraz z Władysławem Danielewiczem)